# Westerberg und oberes Hackemühlener Bachtal
Der Westerberg und oberes Hackemühlener Bachtal ist ein Naturschutzgebiet in der Gemeinde Lamstedt in der Samtgemeinde Börde Lamstedt im Landkreis Cuxhaven.

## Allgemeines
Das Naturschutzgebiet mit dem Kennzeichen NSG LÜ 293 ist rund 218 Hektar groß. Es ist zu einem großen Teil deckungsgleich mit dem FFH-Gebiet „Westerberge bei Rahden“. Im Nordosten grenzt es an das Landschaftsschutzgebiet „Hollbecker- und Kiekerberg“. Das Gebiet steht seit dem 24. August 2012 unter Naturschutz. Zuständige untere Naturschutzbehörde ist der Landkreis Cuxhaven.

## Beschreibung
Das Naturschutzgebiet liegt nördlich von Lamstedt. Es stellt einen Teil des im Norden bewaldeten Westerbergs mit den Quellbächen des Hackemühlener Baches sowie das obere Hackemühlener Bachtal unter Schutz. Im Südosten des Naturschutzgebietes befinden sich großflächig landwirtschaftlich genutzte Flächen.
Das Naturschutzgebiet wird im Norden von einem Waldgebiet auf dem Westerberg, einer Endmoräne aus der Saalekaltzeit, geprägt. Das Waldgebiet wird überwiegend von Douglasien- und Fichtenforsten dominiert. In das Waldgebiet sind Eichenmischwälder mit Übergängen zu Buchen- und Eichen-Hainbuchenwäldern eingebettet.
Der Hackemühlener Bach entspringt innerhalb des Naturschutzgebietes. Er fließt zunächst in südöstliche Richtung und wird in den Hangbereichen des Westerberges von zahlreichen Sickerquellen gespeist. Das Bachtal steht bis zur Bundesstraße 495 zwischen Lamstedt und Hemmoor unter Schutz. Innerhalb des Naturschutzgebietes fließt der Hackemühlener Bach überwiegend naturnah. Er verfügt über eine sandige, teilweise auch kiesig und steinige Sohle. Der Bachlauf wird von auentypischen Gehölzen und Hochstaudenfluren begleitet.
In den flachen Hangbereichen des Westerberges im Südosten des Naturschutzgebietes herrscht Grünland vor, welches durch Feld- und Wallhecken kleinräumig strukturiert ist. Vereinzelt werden Flächen auch als Acker genutzt. Das Grünland ist überwiegend mesophiles oder Feuchtgrünland, kleinräumig ist auch orchideenreiches Nassgrünland, seggen- und binsenreicher Flutrasen und Borstgrasrasen zu finden.